# Östertälje distrikt
Östertälje distrikt är ett distrikt i Södertälje kommun och Stockholms län. 
Distriktet ligger i östra Södertälje.

## Tidigare administrativ tillhörighet
Distriktet inrättades 2016 och utgörs av en del av området Södertälje stad omfattade till 1971, delen som före 1963 utgjorde socknen Östertälje samt från 1974 en mindre del av Salems socken.
Området motsvarar den omfattning Östertälje församling hade vid årsskiftet 1999/2000.